# Pyrrhos (Kentaur)

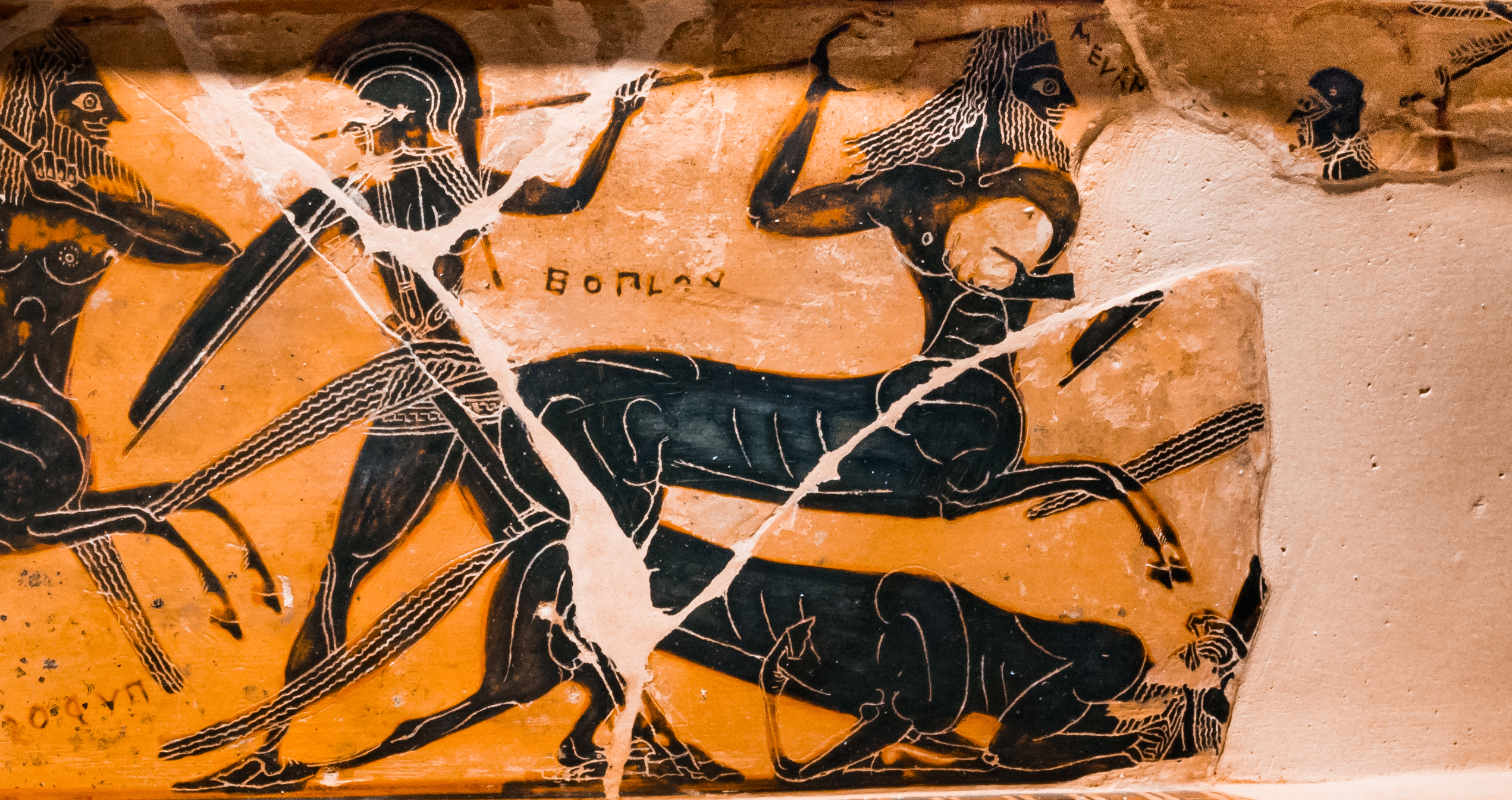
Françoisvase, 6. Jh. v. Chr., Melanchaites (rechts) mit Felsbrocken und Namen (rechts oben), Hoplon (links) mit Speer, Schild und Namen (Mitte), der erlegte Pyrrhos (unten) mit Name (links unten).

Pyrrhos ist in der griechischen Mythologie ein Kentaur, der in der Kentauromachie getötet wird. Einzige Quelle für Namen und Bild ist die attisch-schwarzfigurige Françoisvase aus dem 6. Jh. v. Chr.

## Name
Der Name Pyrrhos war im antiken Griechenland sehr populär und so scheint es nicht verwunderlich, dass er auch für einen Kentauren zum Einsatz kam. Auf der Françoisvase findet sich spiegelverkehrt die verkürzte Form ΣΟΡΥΠ, SORYP = PYROS (siehe Bild). Der Name kommt vom griechischen Πύρρος, Pýrrhos, lateinisch und deutsch auch Pyrrhus, Nebenform: Πύρος, Pýros. Der etymologische Kern ist πῦρ, pýr, Feuer, mit dem Adjektiv πυῤῥός, pyrrhós, feuerfarben, feuerrot bis hin zu blond. Mit der Betonung auf der ersten Silbe ergibt sich der Name mit der Bedeutung der Feuerrote oder noch besser der Rotblonde. Er gehört zu den späteren Kentaurennamen, „die offenbar dem poetischen Drange zu indivualisieren entsprungen sind und damit nur den Zweck haben gewisse individuelle Eigenschaften oder die besondere Stellung einiger Kentauren anzudeuten.“ Auch wenn ihm seine rotblonde Mähne (auf dem Bild nicht auszumachen) eine besondere Stellung verschafft, wird ihm das im Kampf gegen die Lapithen nichts nützen.

## Mythos
Der Mythos gehört zur Kentauromachie, der Schlacht der Lapithen gegen die Kentauren. Sie wird auf der Françoisvase mit einigen Teilnehmern dargestellt, darunter auch Pyrrhos, der seinen Kampf verloren hat und niedergemacht am Boden liegt, unter dem Lapithen Hoplon und dem Kentauren Melanchaites, siehe Bild: „Unter beiden Kämpfern liegt in schlimmer Stellung der Leichnam des Kentauren Pyrrhos (?) ΣΟΡΥΠ.“ Es bleibt offen, wie und von wem er erlegt wurde. Es gibt über ihn keine Erzählung, die antike Autoren mieden ihn, so dass er zu den unbedeutenden Kentauren zu rechnen ist. Immerhin haben ihn der Töpfer Ergotimos und der Vasenmaler Klitias auf einer Vase verewigt und aus der Masse herausgehoben.